# Lukas Duwenhögger
Lukas Duwenhögger (* 1956 in München) ist ein deutscher Künstler.

## Leben
Lukas Duwenhögger studierte an den Kunstakademien in München und Düsseldorf. Er lebt seit dem Jahr 2000 in Istanbul.

## Kunst
Auf der documenta 12 wurden Gemälde und Installationen von Duwenhögger gezeigt. „Seine Werke bilden üppige allegorische Tableaus homosexuellen Lebens, in denen eine von Erinnerungen und Begehren durchzogene Welt vermittelt wird. Seine Arbeiten schildern häufig komplexe intime Wechselbeziehungen und stellen die mit literarischen und kunsthistorischen Verweisen aufgeladene Matrix kultureller und ästhetischer Codes dar.“ (zitiert in Documenta Katalog 2007: 335)